# Josefa Soller
Josefa Maria Soller de Assis (Lamego, 15 de setembro de 1820 - Lisboa, 18 de janeiro de 1864) foi uma célebre atriz de teatro e bailarina portuguesa do século XIX.

## Biografia
Nascida a 15 de setembro de 1820, na Rua da Corredoura, freguesia da Sé do concelho de Lamego, distrito de Viseu, era filha de José Soller, diretor de uma modesta companhia teatral espanhola que percorria as províncias portuguesas, natural do município de Ourense, na Galiza, e de sua mulher, Maria Vasques, natural da Corunha, também na Galiza. Tinha por avós paternos José Soller e Apolinária Miralles e por maternos Domingos Vasques e Francisca Pedreira.

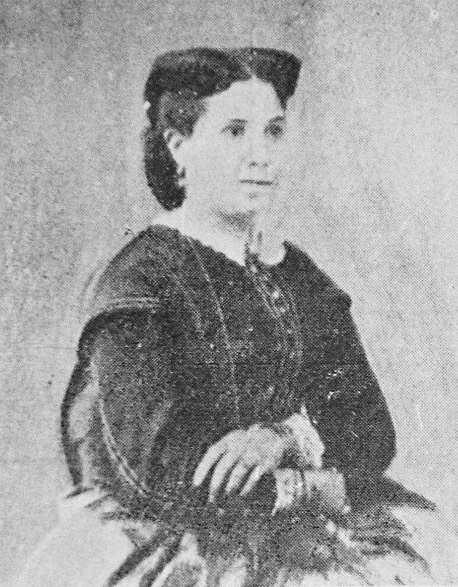
Retrato da atriz Josefa Soller (História do Teatro Nacional D. Maria II, I volume).

Passou a infância representando na companhia de seu pai. Aos três anos de idade já representava papéis de criança em Viseu. Assim continuou até que, vindo para Lisboa na juventude, matriculou-se na aula de dança do Conservatório de Lisboa, entrando logo como bailarina para o Teatro de São Carlos. Ser bailarina fôra sempre o seu ideal, e, logo que o conseguiu, uma distenção nervosa na perna esquerda impossibilitou-a de dançar, permanentemente. Esta situação fê-la recorrer, constrangida pela necessidade, à carreira dramática, que já havia abandonado anteriormente.
Estreou-se a 15 de novembro de 1845 no Teatro do Salitre, no drama em 3 atos A Ciganinha, onde recebeu aplausos entusiásticos. Dali passou para o Teatro da Rua dos Condes e por fim ao Teatro Nacional D. Maria II, sendo admitida como atriz central de segunda classe, aquando da inauguração do mesmo teatro, a 19 de fevereiro de 1846. Estreou-se naquele palco a 5 de abril de 1847, no drama Gonçalo Hermiges. Durante a sua longa carreira, distinguiu-se nas peças Mulher que deita cartas, Casamento à queima-roupa, Prestigiador, Pobreza envergonhada, Casal das Giestas, Mulher que engana o marido, Czar, Modesta, Dragões da rainha, Palhaço, Profecia, Trapeiro de Paris, O Templo de Salomão, Honra e dinheiro, entre outras.
Casou-se com António Maria de Assis e Araújo, conhecido por Actor Assis, um galã distinto da época, a 3 de junho de 1848, na Igreja de Nossa Senhora da Encarnação, ao Chiado. Enviuvou passados três anos e foi mãe dos atores Júlio e Alfredo Soller. Foi igualmente avó de Adélia e Alda Soller, além de sogra de Silvéria Soller, todos artistas dramáticos.
Intrigas de bastidores afastaram a atriz do Teatro Nacional, fazendo-a retirar-se da cena. Regressou para se despedir dos palcos e do público a 27 de dezembro de 1859, no Teatro da Rua dos Condes, onde representou as peças Uma actriz no tempo de Luís XIV e O Último Acto, tendo esta última sido escrita em seis horas por Camilo Castelo Branco, a pedido da atriz.
Em 1860, Júlio César Machado publica a Biographia da actriz Soller, obra biográfica da artista, motivada pelo facto de o mesmo ter assistido à estreia de Josefa, na peça A Ciganinha: "E eu vi-a estrear-se na sua carreira de actriz! Eu, que tinha nove anos então, e me recordo, todavia, de a ver aparecer na montanha com o seu chapeuzinho de cigana levemente inclinado sobre a orelha, saia curta, e botinha de cano!".

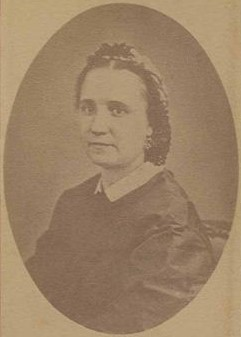
Retrato fotográfico da atriz Josefa Soller (Museu Nacional do Teatro e da Dança, década de 1850).

Em 1861 ainda voltou a ocupar o seu posto de honra no Teatro de D. Maria, mas no ano seguinte abandonou de novo a cena, para não mais regressar. Faleceu às três horas da madrugada de 18 de janeiro de 1864, aos 43 anos, na sua residência, n.º16 da Travessa de São Bernardino, freguesia da Pena, em Lisboa, sendo sepultada no Cemitério do Alto de São João. Jaz atualmente no Jazigo dos Artistas Dramáticos, no Cemitério dos Prazeres, em Lisboa, para onde foi posteriormente trasladada.
José Maria Brás Martins, ator e colega da atriz, publicou uma obra em sua homenagem, aquando do seu falecimento: Elogio historico da vida artistica de Jozepha Soller de Assiz socia instaladora do Monte-Pio dos actores portuguezes, e, em 1875, foi publicada na obra Os Teatros de Lisboa, de Júlio César Machado, uma gravura da atriz, no papel de "ciganinha", da autoria de Rafael Bordalo Pinheiro.
António de Sousa Bastos descreveu a atriz da seguinte forma: "(...) era uma actriz dramatica de primeira ordem. Media-se com a grande Emilia das Neves, ella que era tão pequena de estatura, e quantas vezes egualava aquelle vulto gigante da scena portugueza!", acrescentando: "(...) uma das raras actrizes notáveis que tem possuido o theatro portuguez." O autor, refere ainda, numa das suas obras, que a atriz teria "morrido torturada de desgostos pelas injustiças de que foi vítima no teatro". Reforça ainda o facto de Josefa Soller ter aberto caminho para o aproveitamento de crianças trazidas a Portugal por modestas famílias de artistas espanhóis, citando como exemplos Palmira Bastos, Manuela Rey e Pepa Ruiz. Considerou também que, tendo a atriz deixado uma geração de artistas na sua descendência, nenhum deles tinha conseguido acrescentar nada ao nome da artista.